# Gabriel Silva
Gabriel Moisés Antunes da Silva (Piracicaba, 13 mei 1991) - alias Gabriel Silva - is een Braziliaans voetballer die doorgaans als linksback speelt. Hij verruilde Udinese in augustus 2017 voor AS Saint-Étienne.

## Clubcarrière
Gabriel Silva debuteerde op 27 januari 2010 op het hoogste niveau in het shirt van Palmeiras, waarmee hij het in de Campeonato Paulista opnam tegen Monte Azul. Op 26 mei 2010 maakte hij zijn competitiedebuut tegen São Paulo. Op 18 juli 2010 scoorde Gabriel Silva zijn eerste profdoelpunt tegen Avaí. Op 7 oktober 2010 scoorde hij opnieuw tegen datzelfde Avaí.
Gabriel Silva werd in januari 2012 voor 4 miljoen euro verkocht aan Udinese, dat op dat moment al drie spelers van buiten de EU onder contract had staan. Daarom werd hij geregistreerd door het Spaanse Granada, dat op dat moment dezelfde eigenaars had als Udinese. 'Granada' verhuurde hem gedurende de rest van het seizoen 2011/12 aan Novara. In het seizoen 2012/13 debuteerde Gabriel Silva vervolgens voor Udinese.
1 Maubleu ·
3 Nadé ·
4 Ekwah ·
5 Abdelhamid ·
6 Bouchouari ·
7 Monconduit ·
8 Appiah ·
9 Sissoko ·
10 Tardieu ·
11 Old ·
14 Mouton ·
16 Fall ·
17 Cornud ·
18 Cafaro ·
19 Pétrot ·
20 Boakye ·
21 Batubinsika ·
22 Davitasjvili ·
23 Briançon  ·
25 Wadji ·
26 Fomba ·
27 Maçon ·
28 Miladinović ·
29 Moueffek ·
30 Larsonneur ·
32 Stassin ·
Coach: Dall'Oglio